# Internationale Baufach-Ausstellung 1913

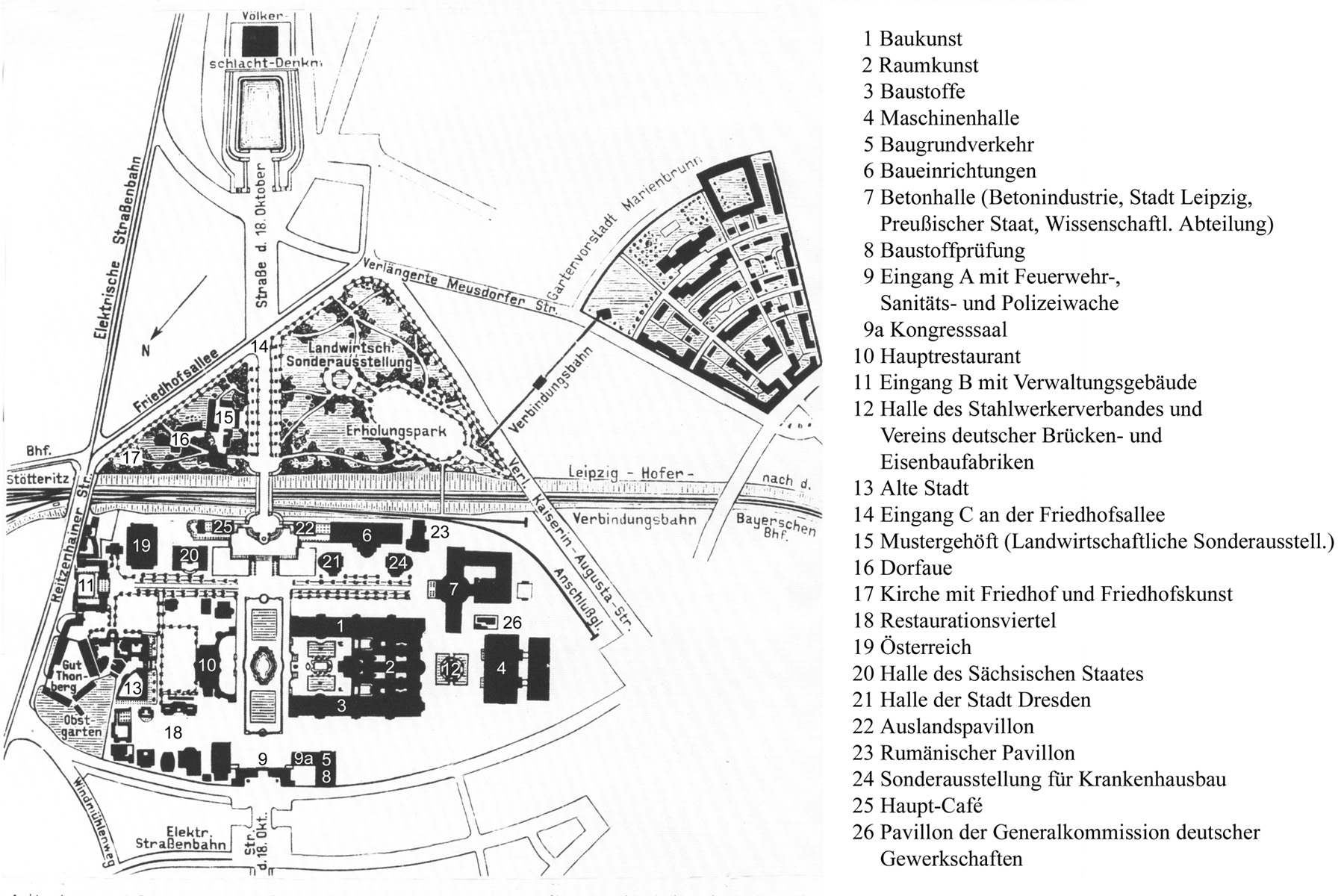
Lageplan der Ausstellung (angrenzend das Völkerschlachtdenkmal (oben) und die Gartenstadt Marienbrunn rechts oben)

Die Internationale Baufach-Ausstellung 1913 (IBA) in Leipzig (genauer Titel Internationale Welt-Spezialausstellung für Bauen und Wohnen) war eine Leistungsschau des Bauwesens zu Beginn des 20. Jahrhunderts. Sie war bis dahin die weltweit größte Ausstellung dieser Art.

## Die Planung

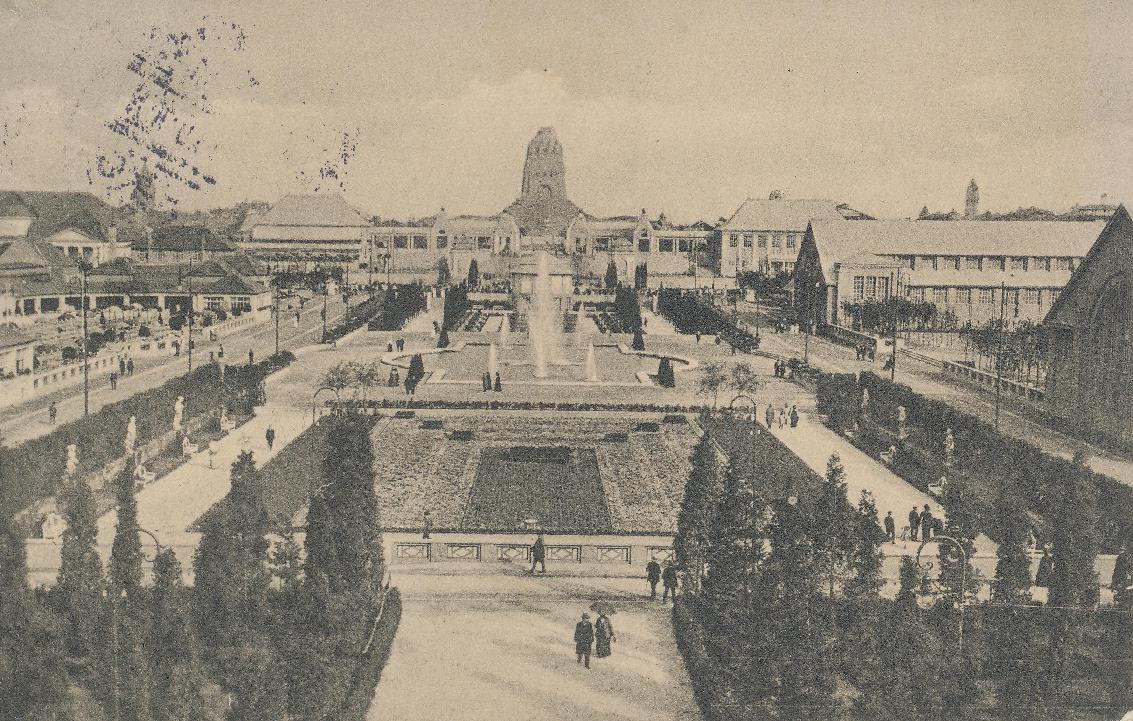
Blick in Richtung Völkerschlachtdenkmal, rechte Mitte: „Maschinenhaus“

Die Ausstellung sollte die technischen Möglichkeiten zur Bewältigung des Städte- und Wohnungsbaus aufzeigen, der durch die Industrialisierung um die Jahrhundertwende sowie die katastrophalen sozialen und hygienischen Zustände in den Großstädten möglich und notwendig geworden war. Die Präsentation neuer Baustoffe und Bauweisen, neuer Erkenntnisse der Bauphysik sowie neuer Erzeugnisse der Gebäudeausrüstung („Wohnungshygiene“) sollten in umfassender Weise erfolgen, so dass nicht nur die Fachwelt, sondern ein breites allgemeines Publikum angesprochen wurde.

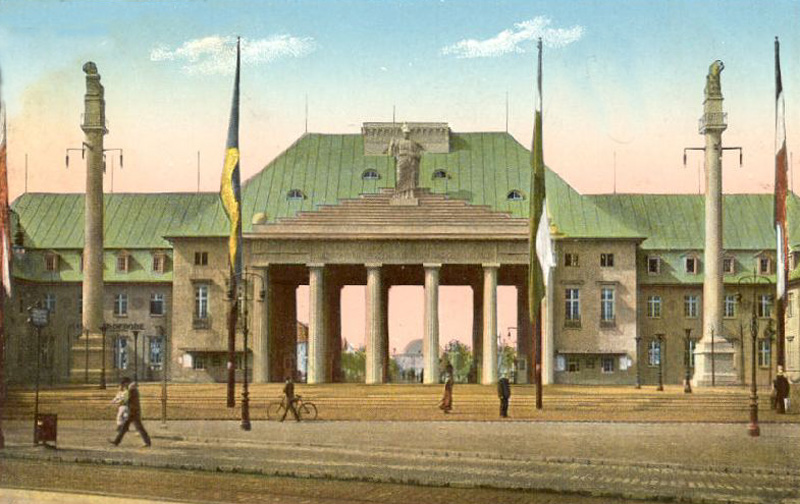
Haupteingang „A“ (Nr. 9 im Plan)

Nachdem für die Ausstellung zunächst der vordere Teil des Rosentals oder die Frankfurter Wiesen ins Auge gefasst waren, fiel die Wahl schließlich auf das 400.000 m² große Gelände hinter dem Gut Thonberg an der Reitzenhainer (heute Prager) Straße bis hin zu dem kurz vor der Vollendung stehenden Völkerschlachtdenkmal. Einen Wettbewerb zur gestalterischen Konzeption der Ausstellung gewannen die Leipziger Architekten Georg Weidenbach und Richard Tschammer. Sie setzten auf die Ausgestaltung der Straße des 18. Oktober als Magistrale mit einer Brücke über die das Gelände zerteilende Eisenbahnlinie und einer zur Magistrale senkrechten Lindenallee mit dem Haupteingang an der Reitzenhainer Straße.
Für die Ausstellungsbauten waren zum überwiegenden Teil Holzkonstruktionen vorgesehen, die außen verputzt und innen mit einem schwer entflammbaren Gewebe beschichtet waren. Sie waren nach Beendigung der Ausstellung zum Abriss vorgesehen. Eine Ausnahme bildete die bis heute (als Eventpalast) existierende Betonhalle.

## Die Ausstellung

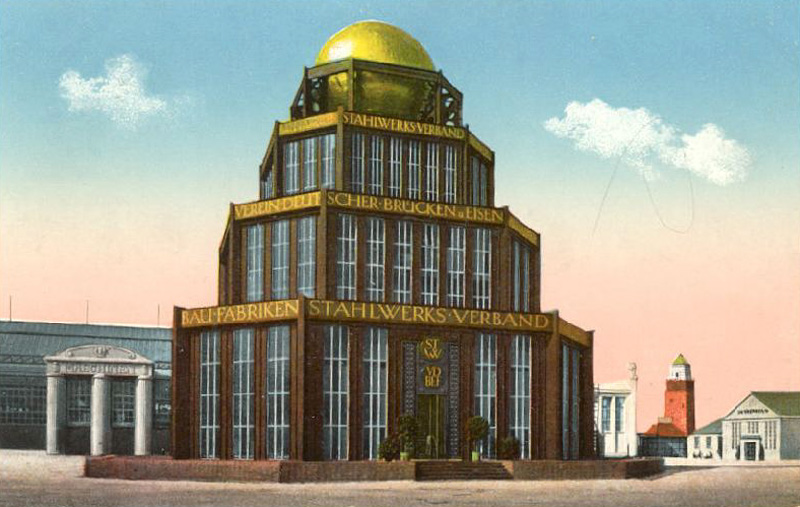
Monument des Eisens (Nr. 12 im Plan)

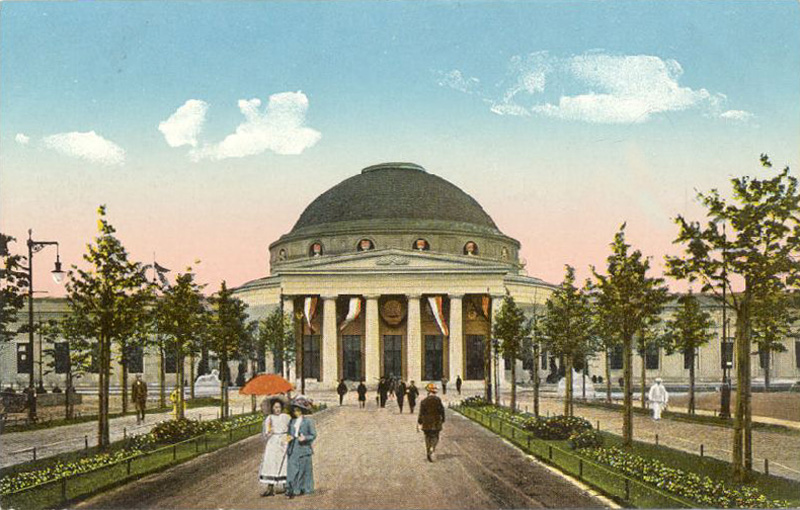
Betonhalle (Nr. 7 im Plan)

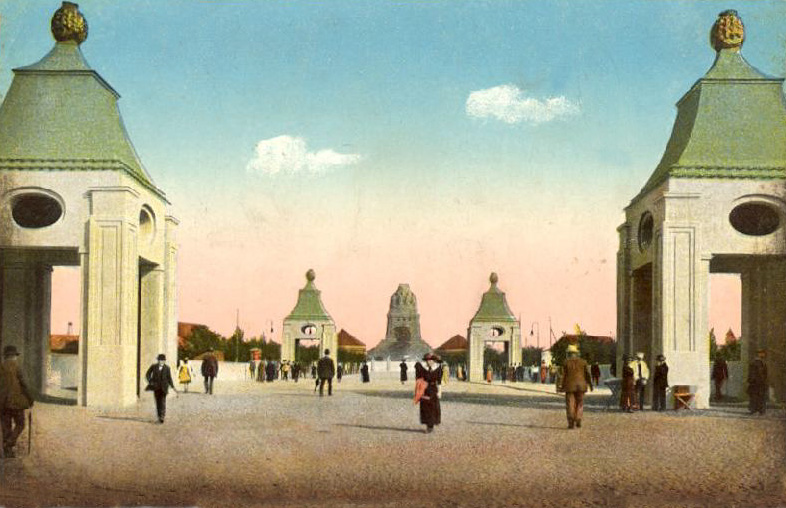
Brücke zwischen den Ausstellungsteilen (Blick zum Völkerschlachtdenkmal)

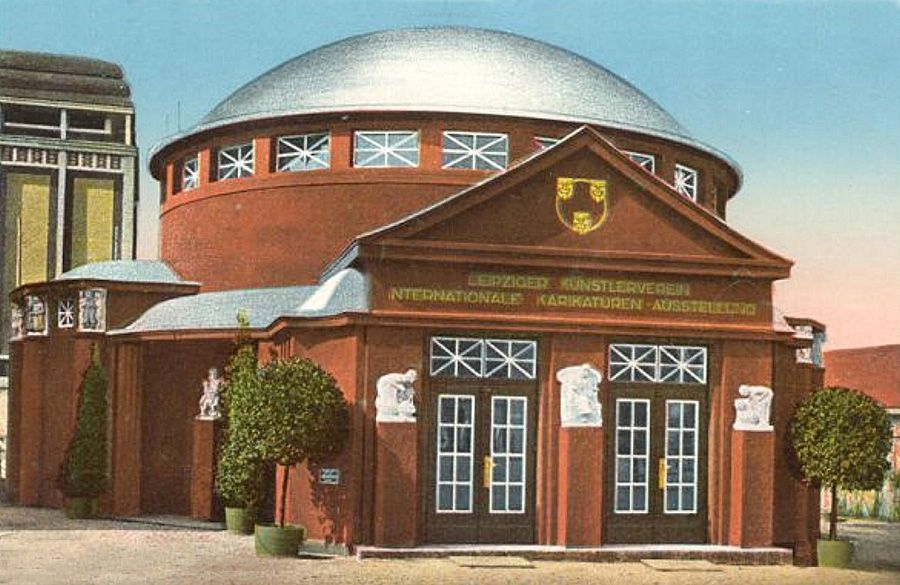
Pavillon des Leipziger Künstlervereins („Internationale Karikaturen Ausstellung“) auf der IBA 1913

Die Ausstellung mit 1878 Ausstellern wurde am Samstag, den 3. Mai 1913 in Anwesenheit des Königs von Sachsen eröffnet. In zahlreichen Hallen demonstrierten Bauindustrie und Bauhandwerk, wissenschaftliche Einrichtungen und Fachverbände, aber auch Stadt- und Landesverwaltungen ihre Leistungsfähigkeit. Ein besonderer Aspekt war die Konkurrenz des Stahlbaus und des Stahlbetonbaus. Für ersteren stand das Monument des Eisens, eine von Bruno Taut und Franz Hoffmann entworfene vierstufige, achteckige, 30 Meter hohe Pyramide aus Stahlprofilteilen mit einer vergoldeten Zinkblechkugel von neun Meter Durchmesser als Krönung. Das Gegenstück war die Betonhalle von Wilhelm Kreis, in der 24.000 Tonnen Beton und 400 Tonnen Stahl verbaut waren. Der 120 Meter lange Baukörper besaß eine zentrale Kuppel von 28 Meter Höhe und 30 Meter Durchmesser.
Auf einem getrennten Gelände auf freiem Feld südlich der Hauptausstellung, zu dem eine spezielle Verbindungsbahn verkehrte, hatten neun verschiedene Architekten – darunter Peter Dybwad, Karl Poser sowie das Büro von Georg Weidenbach und Richard Tschammer – 48 Einfamilien- und 24 Mehrfamilienhäuser als Modell einer Gartenstadt errichtet. Diese Siedlung blieb erhalten und bildete als Gartenvorstadt Marienbrunn den Grundstock für den heutigen Leipziger Ortsteil Marienbrunn. Die Gartenanlagen wurden von der Hamburger Gartenbaufirma Jakob Ochs (künstlerische Leitung Leberecht Migge) und Leipziger Gärtnern errichtet.
Die bildenden Künstler steuerten die „Leipziger Jahresausstellung“ bei, die einen Überblick über das künstlerische Schaffen der letzten 30 Jahre bot, nebst einem Pavillon mit einer Karikaturenausstellung.
Zum Schauwert im Sinne der Ansprache eines breiten Publikums trugen besonders die Nachbauten von Alt-Leipzig um 1800 in verkleinertem Maßstab (Architekt Fritz Drechsler) bei, die unter anderem die Pleißenburg, das Peterstor, das Fürstenhaus und die Paulinerkirche umfassten. Südlich der Bahnlinie gab es ein Musterdörfchen mit Kirche, Friedhof, Musterhof und landwirtschaftlicher Sonderausstellung. Volksbelustigungscharakter hatte der Erholungspark mit „Gebirgsszeneriebahn“ und „Liebesmühle“. 15 Wirte sorgten im Hauptrestaurant, im Hauptcafé sowie in weiteren speziellen gastronomischen Einrichtungen wie dem Restaurationsviertel mit den Bayrischen Bierhallen und einem Riesenfass für das leibliche Wohl.

## Folgen
Als die Ausstellung im Oktober 1913 zu Ende ging, hatten vier Millionen Besucher sie gesehen. Das Ziel, die Ausstellung zu einem Volksfest zu machen, wurde damit offenbar erreicht. Dennoch blieb am Ende ein Schuldenbetrag von mehr als einer halben Million Mark, um dessen Begleichung zwischen Stadt, Ausstellungsgesellschaft und Ausstellern bis 1917 gestritten wurde. Die sächsische Regierung hatte sich finanziell nicht beteiligt und auch eine Geldlotterie nicht genehmigt.
Auf dem Ausstellungsgelände wurde im folgenden Jahr die Internationale Ausstellung für Buchgewerbe und Graphik (BUGRA) durchgeführt, für die noch Ausstellungsbauten der IBA genutzt wurden. Mit Ausbruch des Ersten Weltkriegs wurde das Gelände Lagerplatz für Kriegsmaterial. Mit dem Beginn der Technischen Messe im Frühjahr 1920 diente es wieder Ausstellungszwecken.
Nach dem Zweiten Weltkrieg wurde die Idee der Internationalen Bauausstellungen wieder aufgegriffen, nun aber immer an konkrete Projekte gebunden (siehe dazu Internationale Bauausstellung).

Bauten auf der Ausstellung
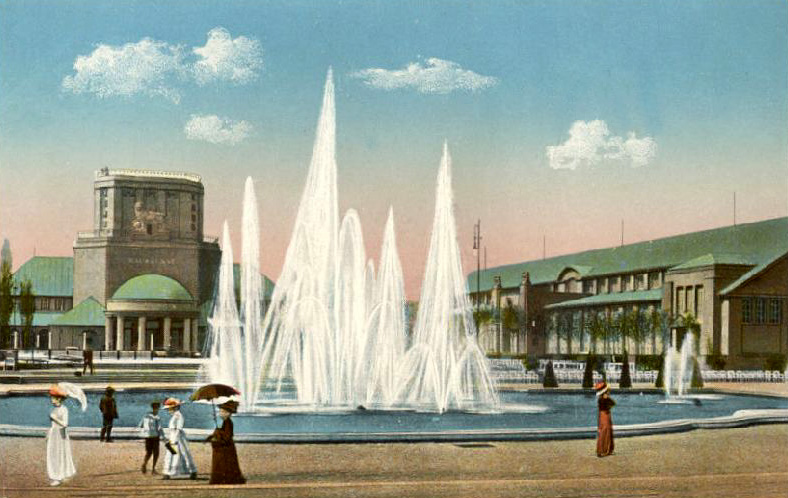
Hallen für Raumkunst und Baustoffe (Nr. 2 und 3 im Plan)
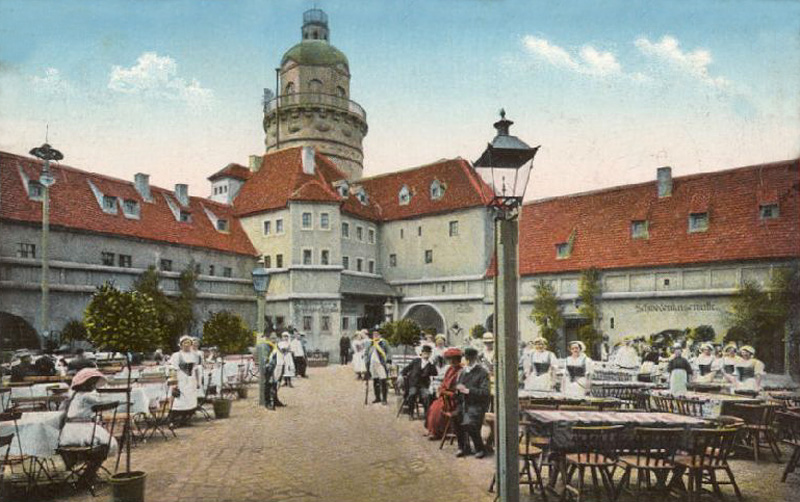
Im Hof der nachgebauten Pleißenburg („Alt-Leipzig“, Nr. 13 im Plan)
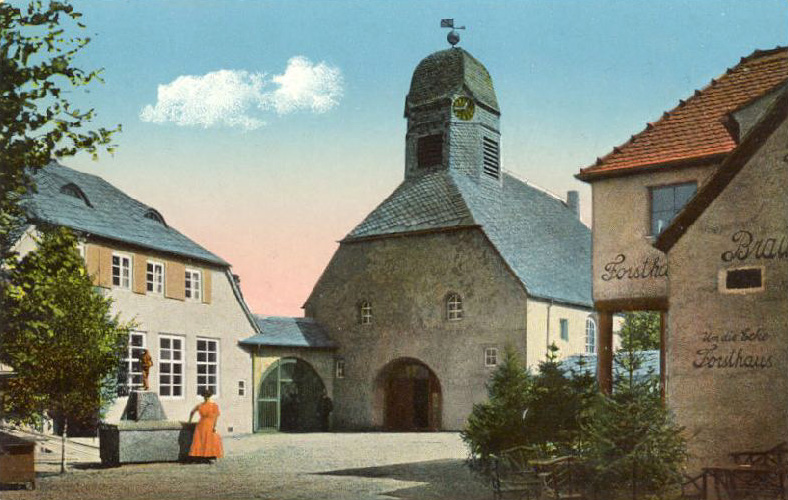
Musterdorf mit Schule und Kirche
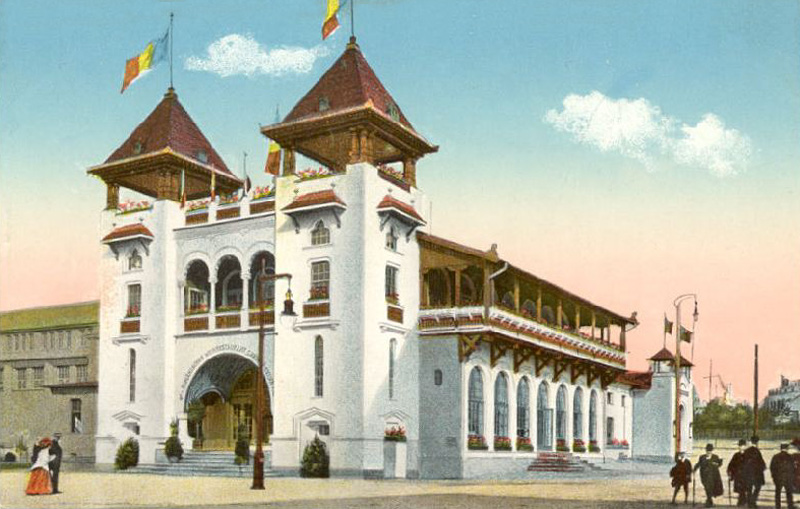
Rumänisches Weinrestaurant (Nr. 10 im Plan als „Hauptrestaurant“)
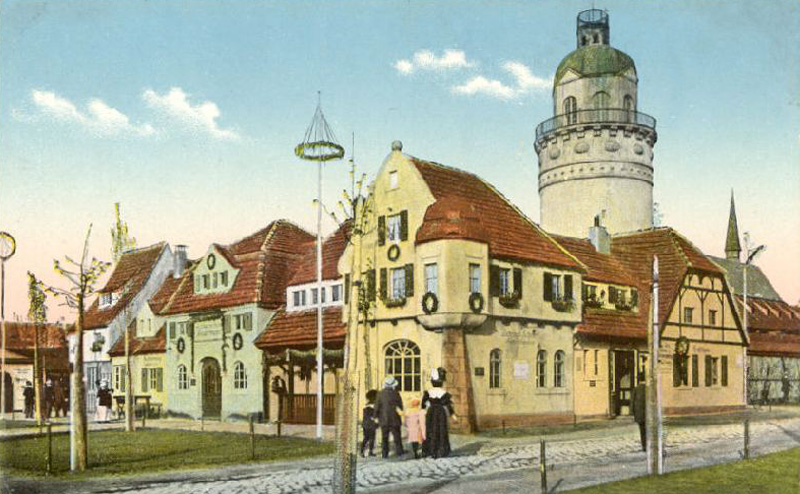
Biedermeierrestaurant und Nachbau des Pleißenburgturms
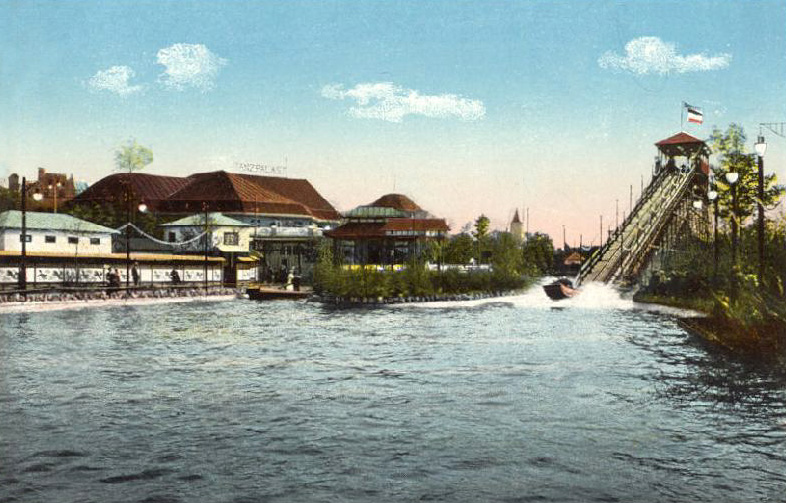
Wasserrutsche im „Erholungspark“